# Christian Bretscher

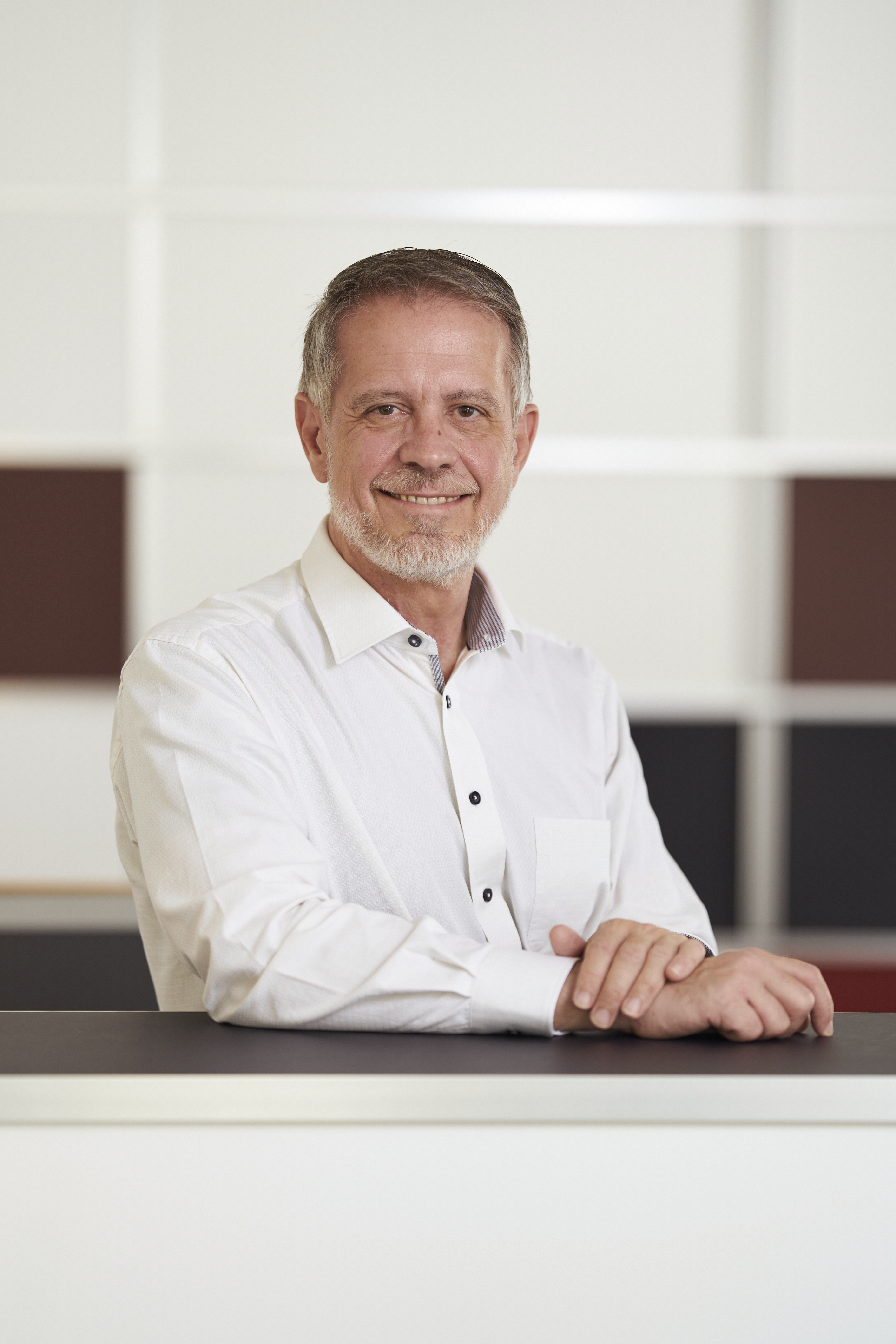
Christian Bretscher (2022)

Christian Bretscher (* 10. September 1963 in Zürich) ist ein Schweizer Politiker  (FDP). Er gehörte von 1991 bis 2000 dem Kantonsrat und von 2000 bis 2005 dem Verfassungsrat des Kantons Zürich an.

## Biografie
Bretscher ist in Birmensdorf aufgewachsen. Nach Abschluss des Rechtsstudiums an der Universität Zürich war er von 1988 bis 1992 Parteisekretär der FDP des Kantons Zürich. Seit 1992 arbeitet er als Kommunikationsberater, seit 2003 in seiner eigenen PR-Agentur bretscher+partner. Er ist verheiratet mit der Kunsthistorikerin Daniela Bretscher.
Er ist Gründungspräsident des Rotary Clubs Zürich-Üetliberg, Mitglied bei Mensa International und seit 1996 Mitglied der Zunft zum Kämbel. Von 2014 bis 2018 war er Redaktor des Zunftmagazins Kamelspuren und im November 2018 wurde er zum Zunftmeister gewählt.

## Politik
Kurz nach dem Beitritt zu den  Jungfreisinnigen und der FDP stellte sich Christian Bretscher für politische Mandate zur Verfügung, unter anderem in der Primarschulpflege in Birmensdorf, in unterschiedlichen Kommissionen der Zürcher FDP, von 1991 bis 2000 im Zürcher Kantonsrat und von 2000 bis 2005 im Zürcher Verfassungsrat. Bretscher ist seit 2003 Geschäftsführer des Vereins Pro Flughafen, der sich für die politischen Interessen des  Flughafens Zürich einsetzt, seit Mai 2013 Geschäftsführer des Zürcher Bankenverbandes und seit 2019 Geschäftsführer der Unternehmergruppe Wettbewerbsfähigkeit UGW.

### Politische Ämter
- 1986–1992: Präsident der FDP Birmensdorf
- 1986–2000: Vorstand der FDP Bezirk Dietikon
- 1987–1996: Mitglied der Kommission Öffentlichkeitsarbeit der FDP Kanton Zürich
- 1988–1992: Parteisekretär der FDP Kanton Zürich
- 1990–1994: Mitglied der Primarschulpflege Birmensdorf
- 1991–2000: Kantonsrat
- 1992–2003: Präsident der Kommission Innere Sicherheit FDP Kanton Zürich
- 1997–2000: Vorstand der FDP-Fraktion im Kantonsrat
- 2000–2005: Verfassungsrat
- 2000–2003: Präsident der FDP-Fraktion im Verfassungsrat
- 2007–2011: Präsident der FDP Zürich 1
- seit 2008: Mitglied des Parteiausschusses FDP Stadt Zürich